# Coupe du monde de la FIFA : Brésil 2014
 (juillet 2017).
Si vous disposez d'ouvrages ou d'articles de référence ou si vous connaissez des sites web de qualité traitant du thème abordé ici, merci de compléter l'article en donnant les références utiles à sa vérifiabilité et en les liant à la section « Notes et références ».
Coupe du monde de la FIFA : Brésil 2014 est un jeu vidéo de football développé et édité par Electronic Arts en 2014.
Les 203 équipes nationales ayant pris part aux qualifications de la Coupe du monde de la FIFA 2014 sont modélisées dans le jeu.
Le jeu permet de disputer toute une Coupe du monde, depuis les éliminatoires jusqu'à la phase finale. Il existe plusieurs modes dans le jeu: Coup d'envoi, Coupe du monde de la FIFA 2014, Deviens capitaine, En route pour la qualification, Coupe du monde la FIFA en ligne, Terrain d'entraînement.
Il est possible de jouer jusqu'à quatre joueurs ensemble ou une équipe contre l'autre sur la même console .

## Système de jeu
Dans le mode Coupe du monde du jeu, le joueur doit qualifier son équipe par le biais d'éliminatoires. Il y a les matchs allers et retours comme en réelle situation. Après l'équipe qualifiée, le joueur est appelé à visionner le tirage des groupes de la Coupe du monde. Pour finir, il doit garder 23 joueurs de sa sélection sur la quarantaine de joueurs proposés puis il peut aussi voir les sélections adverses.

## Bande-son
Hervé Mathoux et Franck Sauzée sont les commentateurs de la version française du jeu. Emmanuel Rausenberger intervient de temps en temps concernant les blessures des joueurs.

## Accueil
- Jeuxvideo.com : 13/20[1]